# Курт Вічель
Курт Вічель (нім. Kurt Witschel; 26 березня 1915 — 14 квітня 1992, Фаллендар) — німецький офіцер, гауптман вермахту і бундесверу. Кавалер Лицарського хреста Залізного хреста з дубовим листям.

## Біографія
1 квітня 1934 року вступив в 7-й піхотний полк. З 1935 року служив у 8-й роті 28-го піхотного полку 8-ї піхотної (з грудня 1941 року — легкої, з червня 1942 року — єгерської) дивізії. Учасник Польської і Французької кампаній. З червня 1941 року брав участь в Німецько-радянській війні, командир взоду 8-ї роти свого полку. Під час боїв у Дем'янському котлі в листопаді 1942 року очолив 2-гу роту. В 1945 році — командир 9-ї роти свого полку. З квітня 1945 року — командир 3-го батальйону. В травні 1945 року здався радянським військам. В 1946 році звільнений.

## Нагороди
- Медаль «За вислугу років у Вермахті» 4-го класу (4 роки)
- Залізний хрест
  - 2-го класу (15 листопада 1939)
  - 1-го класу (1 липня 1941)
- Нагрудний знак «За поранення» в золоті
- Штурмовий піхотний знак в сріблі
- Медаль «За зимову кампанію на Сході 1941/42»
- Дем'янський щит
- Лицарський хрест Залізного хреста з дубовим листям
  - лицарський хрест (4 січня 1943)
  - дубове листя (№773; 11 березня 1945)